# Indiai ötvenpaisás érme
Az indiai 50-s vagy ötvenpaisás érme az indiai rúpia legkisebb forgalomban lévő érméje.

## Adatok
| Előlap | Hátlap | Átmérő | Tömeg  | Vastagság | Összetétel        | Verési évek | Jegyzetek             |
| ------ | ------ | ------ | ------ | --------- | ----------------- | ----------- | --------------------- |
|        |        | 24 mm  | 5 g    | 1,67 mm   | Nikkel            | 1957-1963   | Naya paise (Új paisa) |
|        |        | 24 mm  | 5 g    | 1,67 mm   | Nikkel            | 1964-1971   | [ 2 ]                 |
|        |        | 24 mm  | 5 g    | 1,7 mm    | Réz-nikkel        | 1972-1973   | [ 3 ]                 |
|        |        | 24 mm  | 5 g    | 1,37 mm   | Réz-nikkel        | 1974-1983   | [ 4 ]                 |
|        |        | 24 mm  | 5,09 g | 1,5 mm    | Réz-nikkel        | 1984-1990   | [ 5 ]                 |
|        |        | 22 mm  | 3,79 g | 1,45 mm   | Rozsdamentes acél | 1988-2007   | [ 6 ]                 |
|        |        | 22 mm  | 3,8 g  | 1,2 mm    | Rozsdamentes acél | 2008-2010   | [ 7 ]                 |
|        |        | 19 mm  | 1,9 g  | 1,5 mm    | Rozsdamentes acél | 2011-2016   | [ 8 ]                 |

## Verési adatok
A táblázat az 1957 és 1988 között vert ötvenpaisások verési adatait mutatja. 1989-től nem érhetőek el verési adatok.
| Év   | Mumbai  | Haidarábád | Kolkata | Mumbai (Proof) | Dél-Korea |
| ---- | ------- | ---------- | ------- | -------------- | --------- |
| 1957 | +       |            |         |                |           |
| 1959 | +       |            |         |                |           |
| 1960 | 11 224  |            | +       | +              |           |
| 1961 | 45 992  |            | +       | +              |           |
| 1962 | 64 228  |            | +       | +              |           |
| 1963 | 58 168  |            | +       | +              |           |
| 1964 |         |            | 23 361  |                |           |
| 1967 | 19 267  |            | +       |                |           |
| 1968 | 28 076  |            | +       |                |           |
| 1969 | 59 388  |            | +       |                |           |
| 1970 | +       |            | +       | 3              |           |
| 1971 | 57 900  |            |         | 4              |           |
| 1972 | +       |            | +       |                |           |
| 1973 | +       |            | +       |                |           |
| 1974 | +       |            | +       | +              |           |
| 1975 | 225 880 | +          | +       | +              |           |
| 1976 | 99 564  | +          | +       | +              |           |
| 1977 | 97 272  | +          | +       | +              |           |
| 1978 | 25 648  |            |         | +              |           |
| 1979 |         |            |         | +              |           |
| 1980 | +       |            | +       | +              |           |
| 1981 |         |            |         | +              |           |
| 1983 |         |            | 62 634  |                |           |
| 1984 | 61 548  | +          | +       |                |           |
| 1985 | 210 964 | +          | +       |                | +         |
| 1986 |         |            | 117 576 |                |           |
| 1987 | 145 140 | +          | +       |                |           |
| 1988 | 149 092 | +          | +       |                |           |

+Az adott évben és pénzverdében vertek érmét, de a vert érmék darabszáma nem ismert.

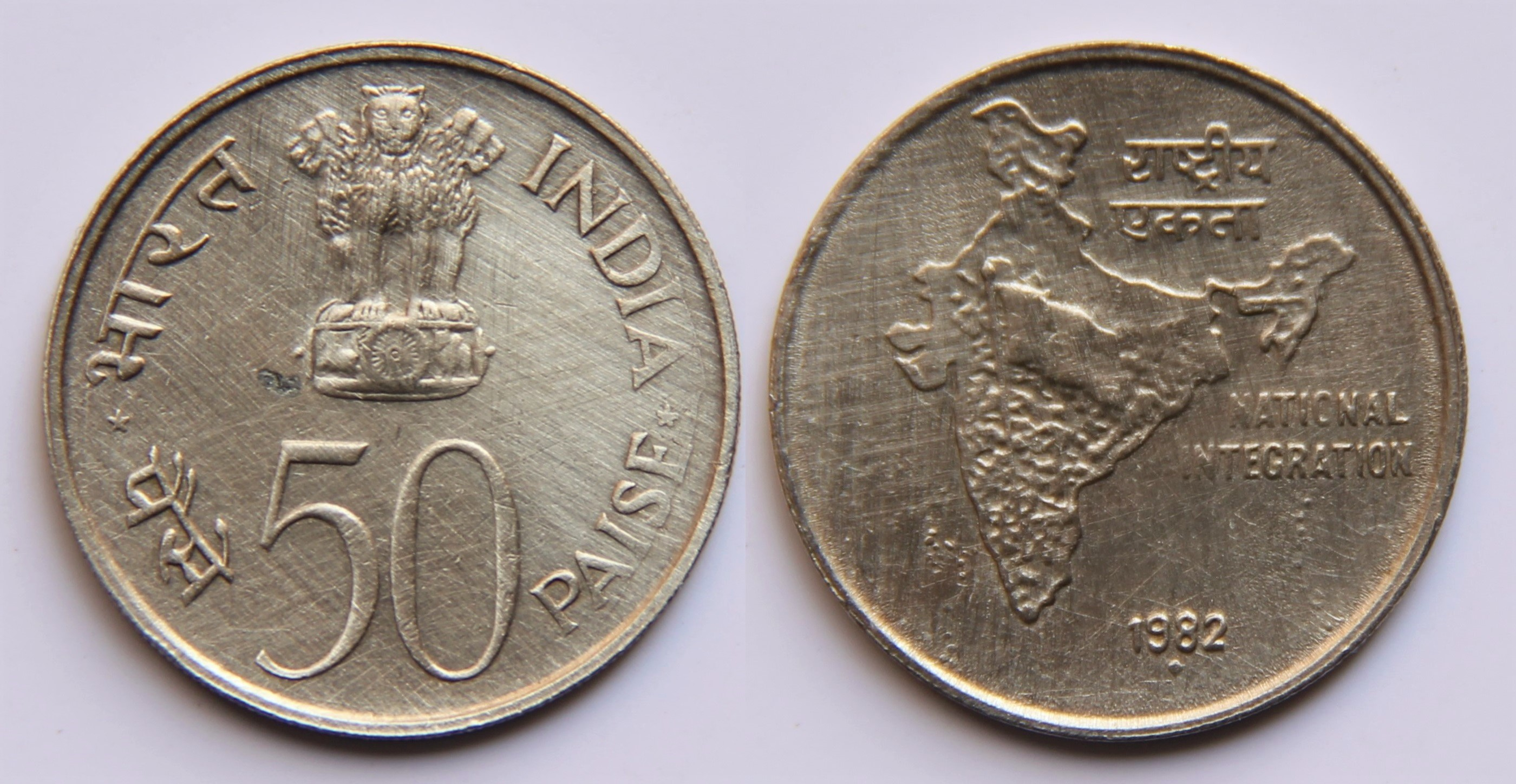
Emlékérme, 1982

## Emlékérmék
1964 óta vernek ötvenpaisás forgalmi emlékérméket. A legutolsó ilyen emlékérmét 1997-ben verték, az volt a tizedik.